# Flughafen Reynosa

i8
i11
i13
Der Flughafen Reynosa (spanisch Aeropuerto Internacional de Reynosa, IATA-Code: REX, ICAO-Code: MMRX) ist ein internationaler Flughafen bei der Stadt Reynosa im Bundesstaat Tamaulipas im Nordosten Mexikos nahe der Grenze zu den USA.

## Lage
Der Flughafen Reynosa befindet sich nur wenige Kilometer südlich der Grenze zu den USA bei der Stadt Reynosa und etwa 750 km (Luftlinie) nördlich von Mexiko-Stadt in einer Höhe von ca. 42 m.

## Flugverbindungen
Es werden hauptsächlich nationale Flüge nach Mexiko-Stadt abgewickelt.

## Passagierzahlen
In den Jahren 2015 bis 2019 wurden jeweils ca. 500.000 Passagiere abgefertigt. Danach erfolgte ein deutlicher Rückgang infolge der COVID-19-Pandemie.